# Pro Patria et Libertate Unione degli Sports Bustesi 1922-1923
Questa pagina raccoglie le informazioni riguardanti la Pro Patria et Libertate nelle competizioni ufficiali della stagione 1922-1923.

## Stagione
Nell'estate 1922 la FIGC ed il CCI si riuniscono con il beneplacito del direttore della Gazzetta dello Sport il giornalista Emilio Colombo, elaboratore del "Compromesso Colombo", che dà vita alla Seconda Divisione, gestita dalla Lega Nord e comprendente 48 squadre.
Nella stagione 1922-1923 la Pro Patria viene inserita nel girone B del campionato di Seconda Divisione Nord, composto da otto formazioni, ottenendo il quinto posto in classifica con 14 punti. Il campionato la vede lontana dalla vetta, anche se allo Stadium di via Valle Olona mette sotto la Biellese (3-1), vincitrice del torneo con 22 punti. Nei derby con Saronno e Varese incamera un solo punto, dovendo cedere il passo a Valenzana e Biellese che si dimostrano meglio attrezzate.

## Rosa
| N. |                   | Ruolo | Calciatore         |
| -- | ----------------- | ----- | ------------------ |
|    | Italia (bandiera) | C     | Giuseppe Azzimonti |
|    | Italia (bandiera) | C     | Aldo Borsani       |
|    | Italia (bandiera) | C     | Mario Crosta       |
|    | Italia (bandiera) | A     | Valentino Crosta   |
|    | Italia (bandiera) | P     | Emilio Fasoli      |
|    | Italia (bandiera) | D     | Attilio Fizzotti   |
|    | Italia (bandiera) | C     | Gianoli            |
|    | Italia (bandiera) | A     | Maino              |

| N. |                   | Ruolo | Calciatore        |
| -- | ----------------- | ----- | ----------------- |
|    | Italia (bandiera) | D     | Pio Mara          |
|    | Italia (bandiera) | D     | Vittorio Porta    |
|    | Italia (bandiera) | P     | Giuseppe Raimondi |
|    | Italia (bandiera) | C     | Angelo Ronzoni    |
|    | Italia (bandiera) | D     | Giorgio Ronconi   |
|    | Italia (bandiera) | D     | Stefanazzi        |
|    | Italia (bandiera) | C     | Tacchini          |
|    | Italia (bandiera) | A     | Giovanni Tosi     |

## Risultati

### Girone di andata
| Arbitro: | Sganzetta (Alessandria) |

|  |           |                |
|  | Marcatori | 49’ De Andreis |

| Arbitro: | Vedda (Vercelli) |

|  |           |                                  |
|  | Marcatori | 20’, 75’ Crosta II 55’ Azzimonti |

| Arbitro: | Vota (Torino) |

|               |           |                       |
| Azzimonti 13’ | Marcatori | 8’ Gottardi 66’ Visca |

| Arbitro: | Sganzetta (Alessandria) |

|             |           |           |
| Gianoli 20’ | Marcatori | 65’ Villa |

| Arbitro: | Biagini (Alessandria) |

|                              |           |             |
| Stradella 3’, 37’ Farina 83’ | Marcatori | 89’ Gianoli |

| Arbitro: | Piazza (Milano) |

|                                          |           |           |
| Crosta II 45’ Stefanazzi 49’ Gianoli 58’ | Marcatori | 15’ Motta |

| Arbitro: | Guarnieri (Milano) |

|  |           |                    |
|  | Marcatori | 20’, 75’ Crosta II |

### Girone di ritorno
| Arbitro: | Sganzetta (Alessandria) |

|             |           |  |
| Boiocchi 1’ | Marcatori |  |

| Arbitro: | Crivelli (Milano) |

|                                        |           |  |
| Crosta II 22’, 36’ Stefanazzi 51’, 70’ | Marcatori |  |

| Arbitro: | Pozzi (Monza) |

|           |           |                |
| Visca 77’ | Marcatori | 15’ Stefanazzi |

| Arbitro: | Faini (Genova) |

|           |           |  |
| Villa 61’ | Marcatori |  |

| Arbitro: | Pozzi (Monza) |

|                                   |           |                                  |
| Borsani 7’ Crosta II 46’ Tosi 88’ | Marcatori | 20’ Stradella II 50’ Bonzano III |

| Arbitro: | Mattea (Torino) |

|                |           |  |
| Scaramuzzi 63’ | Marcatori |  |

| Arbitro: | Vacchieri (Torino) |

|                                                              |           |  |
| Crosta II 8’, 16’, 62’ Azzimonti 34’ Stefanazzi 48’ Tosi 81’ | Marcatori |  |